# Кондратова Світлана Василівна
Світлана Василівна Кондратова — радянська, українська акторка. Член Національної спілки кінематографістів України.

## Життєпис
Народ. 20 липня 1943 р. у с. Нова-Сосьєво Свердловської обл. (РРФСР) в родині робітника. 
Закінчила акторський факультет Київського державного інституту театрального мистецтва ім. І.Карпенка-Карого (1965). 
З 1965 р. — актриса Київської кіностудії ім. О. П. Довженка.

## Фільмографія
Знялась у фільмах:
- «Радість моя» (1961, Нюся)
- «Сейм виходить з берегів» (1962, Віра)
- «Два роки над прірвою» (1966, Валя)
- «Дві смерті» (1967, к/м)
- «Десятий крок» (1967, Оксана)
- «Варчина земля» (1969, Таня)
- «Політ» (1970, к/м)
- «Коли людина посміхнулась» (1973)
- «Хвилі Чорного моря» (1975, Дуня)
- «Там вдалині, за рікою» (1975)
- «За все у відповіді» (1978)
- «Весняний шторм» (Люся)
- «Хочу зробити зізнання» (1989),

а також в епізодах кінокартин: 
- «Непосиди» (1967)
- «Розвідники» (1968)
- «Шлях до серця» (1970)
- «Зозуля з дипломом» (1971)
- «Ніна» (1971)
- «Софія Грушко» (1972)
- «За твою долю» (1972)
- «Щовечора після роботи» (1973)
- «Не мине і року...» (1973)
- «Дума про Ковпака» (1973)
- «Юркові світанки» (1974)
- «Ати-бати, йшли солдати...» (1976)
- «Народжена революцією» (1977)
- «Розмах крил» (1986)
- «Війна на західному напрямку» (1990)
- «Івін А.» (1990) та ін.